# 盖尔·米勒
盖尔·米勒（英語：Gail Miller，1976年11月30日—），澳大利亚前女子水球运动员。她曾代表澳大利亚国家队参加2000年夏季奥林匹克运动会水球比赛，获得一枚金牌。